# Úřad pro přístup k dopravní infrastruktuře
Úřad pro přístup k dopravní infrastruktuře byl ústřední správní úřad v Česku, který vznikl dle zákona č. 320/2016 Sb., o Úřadu pro přístup k dopravní infrastruktuře, a zanikl dle zákona č. 464/2023 Sb. Zahájil svou činnost 1. dubna 2017 a vykonával ji až do 31. prosince 2023. Následně jeho agendu převzal Úřad pro ochranu hospodářské soutěže. Úřad byl ústředním správním úřadem mimo jiné pro:
- užívání drážní a letecké dopravní infrastruktury a přístup k této infrastruktuře,
- užívání zařízení služeb na drážní dopravní infrastruktuře a přístupu k těmto zařízením,
- cenovou kontrolu v oblasti užívání drážní dopravní infrastruktury a zařízení služeb podle zákona upravujícího působnost orgánů České republiky v oblasti cen a
- poskytování podpory provozování evropské služby elektronického mýtného.

V čele úřadu byl předseda, kterého jmenovala a odvolávala vláda. Na období 6 let byl 15. února 2017 předsedou jmenován Pavel Kodym. Uspěl i ve výběrovém řízení na další funkční období a ministr Martin Kupka navrhl jeho opětovné jmenování do funkce, za kontroverzních okolností však návrh těsně před jednáním vlády stáhl a o týden později navrhl poslaneckým návrhem zrušení úřadu ke konci roku 2023 a převedení jeho působnosti pod Úřad pro ochranu hospodářské soutěže. 

## Legislativa
Zákon definoval požadavky na předsedu úřadu, spolupráci s Úřadem pro ochranu hospodářské soutěže a povinnost předkládat Poslanecké sněmovně a vládě zprávu o činnosti.
Podle směrnice o vytvoření jednotného evropského železničního prostoru měla Česká republika povinnost garantovat, aby byl předseda tohoto úřadu jmenován na základě jasných a transparentních pravidel, jež zajišťují jeho nezávislost na vládě.

## Spor o zvýhodnění Českých drah a příprava zrušení úřadu
České dráhy, a. s. se dlouhodobě pokoušely Správě železnic prodat pozemky zhruba na tisícovce lokalit pod kolejemi v železničních stanicích i v jejich blízkosti, ovšem protože si je cenily na 20 miliard korun, zatímco Správa železnic jen na 6 miliard, nedošlo k dohodě. Správa železnic požadovala znalecký posudek vypracovaný vybraným nezávislým znaleckým ústavem. Poté, co České dráhy a.s. vystavily Správě železnic fakturu na zhruba 3 miliardy Kč za užívání těchto pozemků zpětně od roku 2017, Úřad pro přístup k dopravní infrastruktuře dospěl k názoru, že to odporuje evropskému právu a České dráhy z příjmů z pozemků nemohou financovat provoz vlaků, protože pokud by některý z dopravců získal příjmy z železniční infrastruktury, byl by oproti konkurentům zvýhodněn. Proto zákon o dráhách vyžaduje, aby provozování dráhy a drážní dopravy bylo oddělené formou odštěpných závodů, k čemuž doposud nedošlo. Českým drahám za vystavení této faktury udělil úřad maximální možnou pokutu – milion korun.
Předseda úřadu Pavel Kodym zaslal Evropské komisi dopis, v němž ji upozornil, že podle odborného názoru jeho úřadu se stát chystá zadluženým Českým drahám formou odkoupení pozemků pro Správu železnic a případně i zpětným doplacením nájemného nezákonně poslat miliardy korun a tím je neoprávněně zvýhodnit oproti ostatním dopravcům, a ptal se Evropské komise, zda má stejný názor.
Když se Pavlu Kodymovi blížil konec prvního funkčního období předsedy úřadu, uspěl ve výběrovém řízení na další funkční období a ministr dopravy Martin Kupka poslal vládě návrh na jeho opětovné jmenování s navrženou účinností od 16. února 2023. 15. února 2023 v 8:34 hodin, před jednáním vlády, zavolal ministr Kupka Pavlu Kodymovi s dotazem, zda poslal Evropské komisi zmíněný dopis. Pavel Kodym ministru Kupkovi dopis obratem poskytl a o hodinu později ministr Kupka Pavla Kodyma informoval, že návrh na jeho jmenování do funkce stáhne.
O týden později doručil Martin Kupka vládě návrh na zrušení úřadu a převedení jeho působnosti na Úřad pro ochranu hospodářské soutěže ke konci roku 2023. Vláda návrh schválila a řízením úřadu pověřila jeho místopředsedu Miloslava Kotheru. Jako důvod zrušení úřadu ministr uvedl snižování byrokratické zátěže, zjednodušování výkonu a organizace státní správy a úspory na straně státního rozpočtu. Zrušením úřadu ministr zdůvodnil neúčelnost opětovného jmenování Pavla Kodyma do funkce, aby po několika měsíčním výkonu nebylo nutno řešit pracovněprávní nároky vyplývající ze zrušení funkce. Pavel Kodym se o zrušení úřadu dozvěděl z médií. Postup ministra označil za svévolný, stažení návrhu na jmenování za neodůvodněné. Ministr Martin Kupka v rozhovoru pro Seznam Zprávy uvedl, že si Pavel Kodym nejspíše vše dal do špatných souvislostí, že už v době, kdy ministerstvo výběrové řízení na nového předsedu vypisovalo, vedlo souběžně i úvahy o jeho možném zrušení. Kupka odmítl, že by Kodymův dopis do Bruselu přinesl nějaký zásadní zlom. Návrh na zrušení úřadu nakonec ve sněmovně nepodala vláda na návrh ministerstva, ale pouze skupina poslanců v čele s Martinem Kupkou, čímž se vyhnuli meziresortnímu připomínkovému řízení. Předseda klubu Pirátské strany Jakub Michálek Kupkův poslanecký návrh spolupodepsal, ale před podpisem prý na Kupku apeloval, ať používá standardní procesy včetně předchozího vyhodnocení očekávaných dopadů. Zrušení úřadu má Pirátská strana ve svém volebním programu, o okolnostech Kupkova postupu a Kodymově dopisu do Evropské komisi prý Michálek nevěděl a neměl k nim informace.
Na Úřad pro ochranu hospodářské soutěže mělo z rušeného úřadu přejít 17 z 21 zaměstnanců.
Právník Transparency International Jan Dupák uvedl, že to na něj působí jako poměrně zbrklá snaha o likvidaci nezávislého dohledového úřadu, úsporu považuje za zástupný důvod a ministr Kupka podle něj překračuje hranici, co si ministr dopravy vůči nezávislému ústřednímu správnímu úřadu může dovolit. Marek Zelenka, právník protikorupčního sdružení Oživení, uvedl, že pokud chtěl pan ministr svým jednáním pomoci Českým drahám, aby nebyly pod drobnohledem Evropské komise, tak je paradoxně o to víc nasvítil, přičemž postup pana ministra poněkud narušuje důvěru ve férovost trhu na železnici. Poslanec Martin Kolovratník, který je označován jako stínový ministr dopravy za opoziční ANO, hodlal ministra Kupku kvůli zbrklému a amatérskému postupu interpelovat.
Po Kupkových krocích vznikla v úřadu nově odborová organizace, do které vstoupila více než polovina zaměstnanců. Předsedkyně této organizace Eva Kášová si stěžovala, že s úřadem zrušení nikdo neprojednal a neproběhlo ani připomínkové řízení k paragrafovému znění.